# Fort Beaufort
Fort Beaufort è una città del Sudafrica nella Provincia del Capo Orientale. Ricade nella Municipalità locale di Raymond Mhlaba. Fort Beaufort è stata fondata nel 1837. 

## Popolazione
Secondo il censimento del 2011, Fort Beaufort ha una popolazione di 25.668 abitanti.